# Futurama
Futurama é uma sitcom animada americana de ficção científica criada por Matt Groening o mesmo criador dos Os Simpsons e desenvolvida por ele e David X. Cohen para a FOX. A série acompanha as aventuras de Philip J. Fry, um rapaz novaiorquino entregador de pizza do final do século XX que, após ser "acidentalmente" congelado criogenicamente por mil anos, consegue um emprego na Planet Express, uma empresa interplanetária de entregas no retro-futurístico século XXXI.
Nos Estados Unidos, a série foi transmitida de 28 de março de 1999 a 10 de agosto de 2003 pela Fox, até que sua produção foi interrompida. As reprises de Futurama começaram a ser exibidas a partir de janeiro de 2003 pelo Adult Swim e pelo Cartoon Network, até o vencimento do contrato de transmissão em dezembro de 2007. Foi revivida no mesmo ano como uma série de quatro filmes lançados diretamente em DVD, o último deles saindo em princípios de 2009. Na mesma época o canal Comedy Central entrou em acordo com a 20th Century Fox Television para distribuir os episódios restantes e exibir os filmes no formato de dezesseis novos episódios de meia hora.
O Comedy Central passou a exibir Futurama em 2 de janeiro de 2008, com os novos episódios indo ao ar em 23 de março daquele ano. Em 9 de junho de 2009, o estúdio produtor 20th Century Fox anunciou que o Comedy Central assumira o programa por mais vinte e seis novos episódios de meia hora, que começaram a ser transmitidos em 24 de junho de 2010. Em 22 de abril de 2013, foi anunciado que Futurama não seria renovada após a sétima temporada, com os treze episódios finais programados para serem exibidos entre junho e setembro do mesmo ano.
No decorrer de sua exibição, Futurama recebeu constantes elogios da crítica, o que culminou em 2010 em um registro no Guiness World Records por "Série Animada Atual Mais Aclamada". A animação foi indicada a treze Annie Awards e a oito Emmy Awards, vencendo sete e três das premiações respectivamente. O roteiro de Futurama foi indicado duas vezes ao Writers Guild of America Award, vencendo um pelo episódio "Godfellas". O programa recebeu também um Environmental Media Award pelo episódio "The Problem With Popplers".
Futurama deu origem a diversos produtos derivados, como uma série em quadrinhos, um jogo eletrônico, camisetas e calendários, entre outros.
10 anos depois de chegar ao fim, Futurama ganha um revival com 20 novos episódios, produzidos para a plataforma de streaming Hulu e desde 24 de Julho de 2023 é lançado novos episódios semanalmente.

## Ambientação
Futurama é ambientada na cidade de Nova Nova York na virada do século XXXI, em uma época repleta de maravilhas tecnológicas. O local foi construído sobre as ruínas da atual Nova York, chamada na série de "Velha Nova York". Muitos dos dispositivos e estruturas são similares ao estilo Googie. Aquecimento global, burocracia inflexível e abuso de substâncias químicas são alguns dos temas sujeitos a uma exageração futurista, em um mundo onde tais problemas tornaram-se não só mais extremos como também mais comuns. Assim como Nova York tornou-se uma versão extrema de si mesma no futuro, outros locais da Terra ganharam o mesmo tratamento, como por exemplo Los Angeles, retratada como uma terra apocalíptica devastada e tomada pela poluição.

Bandeira da Terra, na série.

Numerosos avanços tecnológicos foram alcançados entre a época atual e o século XXXI. A habilidade de manter cabeças vivas conservadas em jarros foi inventada por Ron Popeil, resultando na presença de diversas figuras históricas e celebridades atuais na série, incluindo o próprio Groening. Este foi o dispositivo encontrado pelos roteiristas para encaixar e satirizar temas atuais no programa mas, curiosamente, muitas das cabeças preservadas são de pessoas que já haviam morrido quando do advento daquela tecnologia; um dos exemplos mais proeminentes é a presença constante de Richard Nixon, morto em 1994. A internet, apesar de totalmente imersiva, englobando todos os sentidos—e apresentando inclusive seu próprio mundo virtual—é lenta e consiste principalmente em pornografia, propagandas pop-up, e salas de bate-papo "obscenas". A televisão continua sendo um dos principais meios de entretenimento. É comum a presença de robôs autoconscientes, sendo eles e seus sistemas movidos a etanol a principal causa do aquecimento global. A roda tornou-se obsoleta (apenas Fry parece reconhecer seu design), tendo sido substituída por carros voadores e uma imensa rede de tubos pneumáticos transparentes de transporte.
Em termos de meio-ambiente, animais comuns ainda existem, apesar de conviverem agora em conjunto com espécies mutantes, híbridas e extraterrenas. As corujas são frequentemente mostradas como substitutas dos ratos como peste doméstica, embora os ratos ainda existam e ajam como pombos, enquanto os pombos também continuam a subsistir. Pinheiros, anchovas e poodles entraram em extinção há 800 anos. A Terra ainda sofre os efeitos provocados pelos gases do efeito estufa, embora em um determinado episódio seja mostrado que isto foi anulado por um inverno nuclear. Em outro episódio, os efeitos do aquecimento global são de alguma forma superados com o lançamento de um cubo de gelo gigantesco no oceano, e posteriormente ao afastar a Terra do Sol.
A ambientação de Futurama serve de mero pano de fundo, e os roteiristas da série não se importam em cometer erros de continuidade se isso servir para explorar situações cômicas mais a fundo. O cenário de "mundo de amanhã" é usado enfim para destacar e ironizar temas atuais enquanto parodia o gênero de ficção científica.

## Personagens

Logo da Planet Express.

Futurama é essencialmente uma sitcom cujo enredo gira em torno do cotidiano da companhia de entregas interplanetárias Planet Express e seus funcionários, um pequeno grupo que fracassa grandemente em se adequar à sociedade. Os episódios normalmente apresentam o trio Fry, Leela e Bender, embora enredos centrados nos demais protagonistas sejam comuns.
- Philip J. Fry (Billy West): um entregador de pizza imaturo, desmazelado e de raciocínio lento, embora possuidor de um bom coração. Nos primeiros instantes de 1 de janeiro de 2000, cai "acidentalmente" em uma câmara criogênica, fazendo com que ela seja ativada e o congele. Ele desperta no ano-novo de 2999 pensado ter passado um milhão de anos em um dialogo com a Leela. Por fim ele consegue um emprego como entregador na Planet Express, empresa de propriedade de seu único parente vivo, seu sobrinho o professor Hubert J. Farnsworth.

- Turanga Leela (Katey Sagal): a competente ciclope capitã da Nave Planet Express. Abandonada quando bebê, cresceu no orfanato Cookieville Minimum Security acreditando ser um alienígena. Antes de se tornar capitã da nave, trabalhou como oficial de atribuição de carreira no laboratório criogênico onde conheceu Fry. Seu nome é uma referência à Turangalîla-Symphonie de Olivier Messiaen.

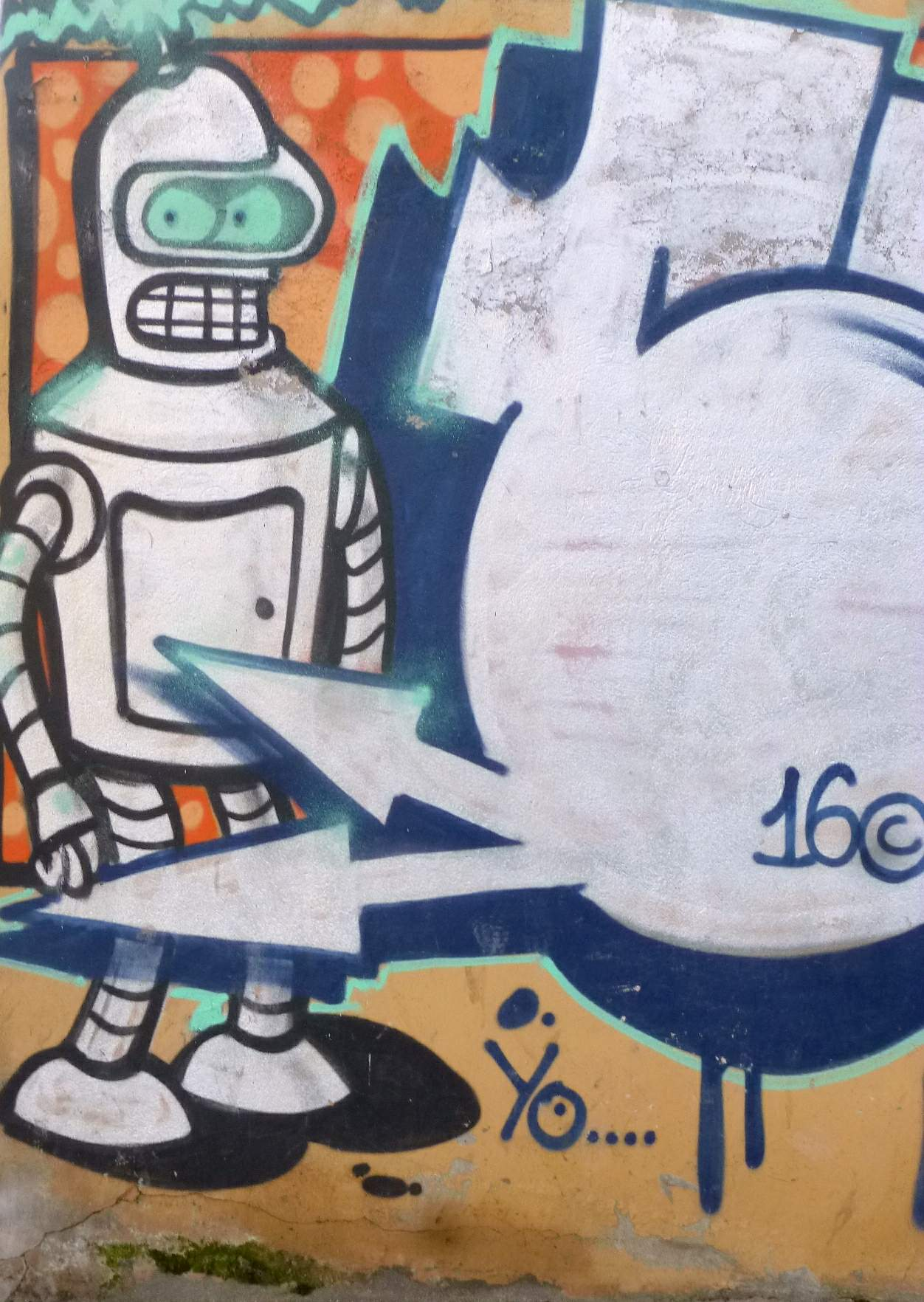
Bender num grafite em Zamora.

- Bender Bending Rodríguez (John DiMaggio): um robô alcoólatra, fumante, cleptomaníaco, misantropo, egocêntrico, de boca suja e pavio curto desenvolvido pela Mom's Friendly Robot Company em Tijuana, no México.[carece de fontes?] Seu visual passou por várias alterações antes de atingir seu estado final. Uma das decisões que Matt Groening tomou, consideradas particularmente difíceis, era saber se a cabeça de Bender deveria ser quadrada ou redonda. Inicialmente, ele trabalhou com a ideia de que todos os robôs teriam cabeças quadradas no ano 3000, no entanto, mais tarde foi decidido que a cabeça de Bender deveria ser redonda, um jogo visual na ideia de que Bender é um "prego redondo em um buraco quadrado".[12] Em 2008, Bender ficou em segundo lugar, atrás apenas do Exterminador do Futuro, em uma votação para o "Robô mais malvado de filme" em Techradar.com.[13]

- Professor Hubert J. Farnsworth (Billy West): 30 vezes sobrinho-neto Fry que fundou a Planet Express Inc. para financiar seus experimentos científicos.[14] Embora seja retratado como um inventor e cientista brilhante, seus 159 anos de idade costumam provocar com frequência acessos de mau humor e esquecimento; tem um filho de 13 anos chamado Cubert.

- Hermes Conrad (Phil LaMarr): o contador jamaicano da Planet Express é um burocrata nível 36 com uma queda por regras e apaixonado pelo tédio de formulários e burocracias. É casado com LaBarbara, com quem tem um filho de 12 anos, Dwight. Sua mãe era uma gorda promíscua.

- Dr. John A. Zoidberg (Billy West): alien de aparência crustácea nascido no planeta Decapod 10, é o médico residente da Planet Express; tem 146 anos. Embora afirme ser um especialista em humanóides, seus conhecimentos de anatomia e fisiologia humana são no mínimo imprecisos. Sem teto e falido, é visto com desdém por todos os empregados da companhia—com exceção de Fry, que o considera nojento mas parece não se importar.

- Amy Wong (Lauren Tom): eterna estagiária da Planet Express. Mimada, irresponsável, promíscua e incrivelmente rica, é estudante de engenharia na Universidade de Marte e herdeira do hemisfério ocidental marciano. Apesar de nascida no planeta vermelho, é etnicamente chinesa. Costuma se valer de gírias do século XXXI e xingamentos em cantonês.

- Zapp Brannigan (Billy West): capitão 25 estrelas incompetente e extraordinariamente fútil da nave espacial Nimbus. É uma paródia de James T. Kirk e William Shatner.

- Kif Kroker (Maurice LaMarche): 4° tenente e assistente pessoal de Zapp Brannigan. É membro de uma espécie anfíbia que habita o planeta Amphibios 9. Tímido e retraído, aparece frequentemente frustrado com as exigências absurdas de seu oficial comandante.

- Mom (Tress MacNeille): proprietária malevolente, cruel e narcisista da MomCorp. Foi incluída na lista de "personagens de ficção mais ricos" da Forbes em 2007. Ficou em 4° lugar, com um patrimônio estimado em 15.7 bilhões de dólares.[15] A MomCorp por sua vez entrou na lista de "25 Maiores Empresas Fictícias", com um lucro estimado em $291.8 bilhões.[16]

- Nibbler (Frank Welker): é um Nibbloniano que durante maior parte do começo da série aparece disfarçado como um mascote doce e inocente de estimação da Leela. Na realidade ele é muito inteligente tendo vivido um pouco mais de 1000 anos e sendo o responsável por mandar Fry ao futuro para poder derrotar o exército dos cérebros mutantes. Tem um apetite voraz e suas fezes são capazes de servirem de combustível elas são pequenas esferas negras, porém pessam mais de 10 mil libras, segundo o Professor. A partir do filme O Grande Golpe de Bender é que ele revela sua inteligência passando mais tarde a fazer parte de sua tripulação.[17]

## Episódios
Futurama tem um total atual de cento e quarenta um episódios distribuídos por oito temporadas de produção. Ao final da oitava temporada, Futurama contará com cento e sessenta episódios. O decurso original de setenta e dois episódios, representando quatro das temporadas, foi dividido e exibido durante cinco temporadas entre 1999 e 2003. Após o cancelamento da série, os dezesseis novos episódios da quinta temporada de produção foram lançados entre 2007 e 2009 no formato de quatro DVDs de 90 minutos de duração cada, que foram posteriormente exibidos em capítulos de meia hora pelo canal Comedy Central. A transmissão da série voltou ao normal em 24 de junho de 2010, com uma sexta temporada que abrange vinte e seis episódios.

## Produção

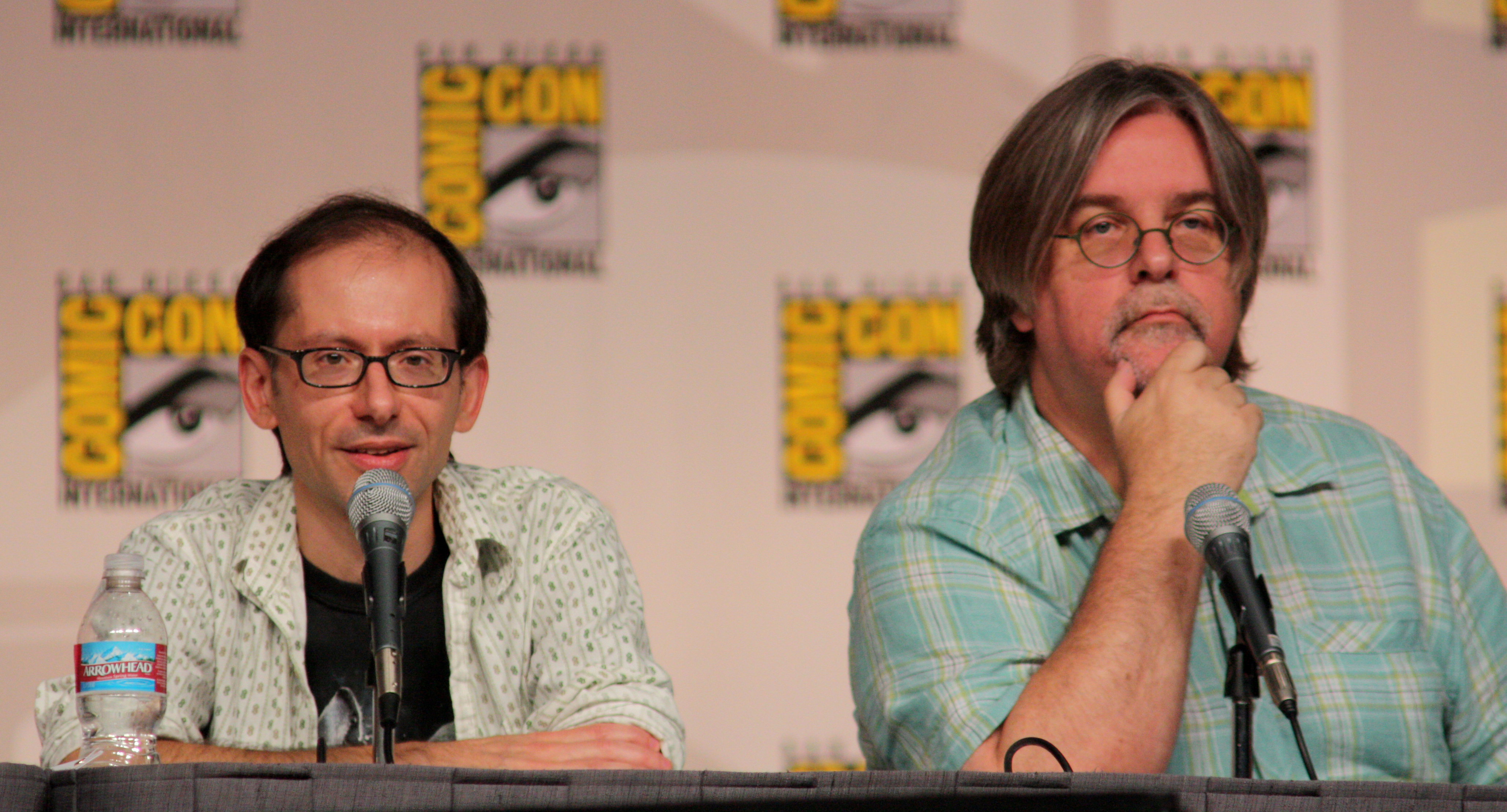
David X. Cohen e Matt Groening no painel Futurama da Comic-Con 2009

Matt Groening começou a conceber Futurama em meados da década de 1990. Em 1996, ele recrutou David X. Cohen, então roteirista e produtor do Simpsons, para ajudar no desenvolvimento do programa. Os dois passaram um tempo pesquisando livros de ficção científica, programas de televisão e filmes antigos. Quando apresentaram o projeto para a Fox em abril de 1998, Groening e Cohen já haviam desenvolvido muitos dos personagens e enredos. Durante este primeiro encontro, a Fox encomendou treze episódios. Pouco depois, no entanto, Groening e os executivos da emissora entraram em desacordo acerca do controle criativo a ser exercido pela Fox no programa. Com The Simpsons, a rede não tinha direito de intervir. Groening explica que, "Quando tentaram opinar em Futurama, eu simplesmente respondi, 'Não, faremos isso da mesma maneira que fizemos com Simpsons. E eles responderam, 'Bem, não é assim que negociamos mais'. E eu disse, 'Oh, bom, essa é a única maneira como eu negocio.'" Passada a fase de negociação, ele acabou recebendo a independência criativa que almejava. O nome "Futurama" vem de um pavilhão da Feira Mundial de Nova York de 1939. Projetado por Norman Bel Geddes, o pavilhão Futurama retratava como o artista imaginava que seria o mundo em 1959.

### Transmissão
Quando chegou a hora de decidir quando o programa iria ao ar, Groening e Cohen solicitaram que Futurama fosse exibida às 20:30 de domingo, depois de Simpsons. A emissora discordou, optando ao invés disso por transmitir dois episódios na programação de domingo à noite antes de mover o programa para a grade regular de terça-feira. Com o início de sua segunda temporada, Futurama foi mais uma vez exibida às 20:30 de domingo, mas no meio da temporada o horário foi mudado novamente, desta vez para as 19:00 de domingo, sua terceira realocação de horário em menos de um ano.
O novo horário fez com que o programa deixasse de ser exibido diversas vezes devido a eventos esportivos, o que acabou por prejudicar seu desempenho. Por outro lado, isso permitiu que os roteiristas e animadores se adiantassem à agenda de exibição, o que fez com que episódios produzidos durante uma temporada só fossem exibidos na seguinte. No começo da quarta temporada, por exemplo, todos os episódios a serem exibidos já estavam prontos, enquanto a produção trabalhava com pelo menos um ano de antecedência.

### Cancelamento (2003)
Durante sua quarta temporada, Futurama continuou a ser transmitida de forma errática. Por deixar de ser exibida regularmente em razão de eventos esportivos, ficou difícil para os espectadores saberem quando um novo episódio da série iria ao ar. Esta grade instável fez com que a Fox deixasse de transmitir diversos episódios que foram produzidos para as temporadas três e quatro, e o excedente acabou sendo guardado para a utilização em uma quinta temporada. Os executivos da emissora também não apoiavam a produção do programa. Embora Futurama não tenha sido cancelada oficialmente, na metade da transmissão da quarta temporada a Fox decidiu parar de comprar novos episódios da série, fazendo com que sua produção fosse interrompida antes do término da grade de programação de 2003. Isto acabou parodiado na sequência de abertura do último episódio daquela temporada, que mostrou uma fotografia de Fry, Leela e Bender com a legenda "Vejo Vocês em Algum Outro Canal".

### Reprises
No final de 2002, o Cartoon Network adquiriu por dez milhões de dólares os direitos exclusivos da reprise de Futurama na TV a cabo. Em janeiro de 2003, a rede começou a exibir os episódios da série como o carro-chefe da expansão de seu bloco de animações Adult Swim. Com o fim do contrato, o Comedy Central comprou em outubro de 2005—no que permanece até hoje como a maior e mais cara aquisição da história da emissora—os direitos de retransmissão da série, exibindo posteriormente um pacote de 72 episódios. Atualmente a série é exibida todas as noites, previamente a South Park. Em 23 de março de 2008 um teaser do Comedy Central anunciou o retorno de episódios inéditos de Futurama, no que acabou sendo na verdade o filme Bender's Big Score dividido em quatro episódios de meia hora.
A série foi distribuída para diversos países. No Brasil, é exibida, dublada, pela Fox na TV a cabo e pela Band na TV aberta. Em Portugal, é exibida com legendas pela RTP2, Fox e FX.

### Filmes em DVD
Quando o Comedy Central começou a negociar os direitos de transmissão das reprises de Futurama, a Fox sugeriu que havia a possibilidade da criação de novos episódios. As negociações estavam em andamento juntamente com a proposta do lançamento de dois ou três filmes diretamente em DVD, e quando o Comedy Central finalmente comprometeu-se a produzir dezesseis novos episódios, ficou decidido que quatro filmes seriam realizados. Em 26 de abril de 2006, Groening afirmou em uma entrevista que o co-criador David X. Cohen e diversos roteiristas da série original retornariam para trabalhar nos filmes. Todos os dubladores originais também concordaram em participar. Em fevereiro de 2007, Groening explicou o formato das novas histórias: "A equipe está escrevendo-as como filmes, e posteriormente vamos dividi-las, reconfigurá-las, encaixar material inédito e tentar fazê-las funcionar como episódios distintos".
O primeiro filme, Futurama: Bender's Big Score, foi escrito por Ken Keeler e Cohen, e traz o retorno dos Nibblonianos, de Seymour, Barbados Slim, Robot Santa, a entidade espacial "Deus", Al Gore e Zapp Brannigan. Animado em widescreen, foi lançado em DVD em 27 de novembro de 2007, com a possibilidade de um lançamento futuro em Blu-ray.
O segundo filme, The Beast with a Billion Backs, foi lançado em 24 de junho de 2008, enquanto o terceiro, Bender's Game, saiu em novembro do mesmo ano em DVD e Blu-ray. A quarta produção, Into the Wild Green Yonder, foi lançada em DVD e Blu-ray em 23 de fevereiro de 2009.

### Retomada
Uma vez que na época não havia outros projetos relativos à série em produção, o filme Into the Wild Green Yonder foi planejado como o final de Futurama. Groening, no entanto, expressara o desejo de continuar com o programa de alguma forma, inclusive em formato cinematográfico. Em entrevista à CNN, ele afirmou: "Temos um ótimo relacionamento com a Comedy Central e adoraríamos produzir mais episódios com eles, mas não sei... estamos discutindo e há uma parcela de entusiasmo, mas ainda não posso dizer se é só da minha parte".
Em 9 de junho de 2009, a 20th Century Fox anunciou que o Comedy Central assinara com o programa para 26 novos episódios de meia hora, que começariam a ser exibidos em junho de 2010. A nova equipe de redatores era menor que a antiga e, apesar do retorno dos dubladores originais ter sido anunciado, ainda havia incerteza devido a exigências salariais. O problema foi posteriormente resolvido, e a equipe completa de dubladores voltou para a produção da série.
Quando o primeiro episódio inédito da nova fase de Futurama foi finalmente exibido em 24 de junho de 2010 pelo Comedy Central, tornou-se a maior audiência do ano e o melhor desempenho no horário nobre de terça-feira da história da emissora.
Em 28 de março de 2011, a Comedy Central anunciou a produção de uma sétima temporada de Futurama. A nova temporada consiste de 26 episódios, divididos em duas etapas com 13 episódios cada. Os primeiros 13 foram exibidos em 2012, e os 13 últimos em 2013.
Em fevereiro de 2022, o Hulu reviveu a série com um pedido de 20 episódios com estreia prevista para 2023. No momento do anúncio, a maioria do elenco de voz principal estava definido para retornar, enquanto John DiMaggio ainda estava em negociações. No dia seguinte, o Disney + (serviço de streaming irmão do Hulu) anunciou em um comunicado à imprensa que a nova temporada seria transmitida internacionalmente como Star Original. DiMaggio afirmou que não havia aceitado o papel em meados de fevereiro de 2022 porque acreditava que todo o elenco de Futurama deveria receber mais. Ele afirmou: "Bender faz parte da minha alma e nada sobre isso é desrespeitoso com os fãs ou minha família Futurama. É sobre auto-respeito. E honestamente, [é sobre] estar cansado de uma indústria que se tornou corporativa demais e aproveita o tempo e o talento dos artistas... Queria poder dar todos os detalhes para você entender, mas não é minha função." 
Em março, DiMaggio voltou oficialmente à série depois de fechar um novo acordo, chamando os eventos anteriores de "Bendergate". Mais tarde, ele revelou que não recebeu aumento, "mas o que ganhei foi muito respeito". Se ele não tivesse retornado, Bender teria sido dublado por um ator convidado diferente em cada episódio. Em agosto de 2022, os títulos dos primeiros 10 episódios foram anunciados pelo Hulu, e em novembro de 2022, a equipe de produção pretendia concluir os episódios até o final do ano.[119] Em fevereiro de 2023, uma nova data de lançamento foi definida por volta da temporada de verão de 2023. Em 18 de maio de 2023, um teaser trailer foi lançado, anunciando a data de estreia em 24 de julho de 2023. Este segundo renascimento foi alternativamente intitulado a oitava temporada (produção) e a décima primeira temporada (transmissão).

## Jogo eletrônico
Em 15 de setembro de 2000, o Unique Development Studios obteve licença para produzir um Video game de Futurama, enquanto a Fox Interactive ficaria responsável por sua distribuição. A Sierra Entertainment tornou-se posteriormente a produtora do jogo, e ele foi lançado em 14 de agosto de 2003. Foram disponibilizadas versões para as plataformas PlayStation 2 e Xbox, ambas utilizando tecnologia cel shading; versões do jogo projetadas para Nintendo GameCube e Game Boy Advance foram no entanto subsequentemente canceladas nos Estados Unidos e Europa.